# Roadrunner United
Roadrunner United a fost un proiect muzical organizat de casa de discuri heavy metal Roadrunner Records pentru a sărbători cea de-a 25-a aniversare a sa. El a culminat cu lansarea unui album în întreaga lume pe 11 octombrie 2005, intitulat The All-Star Sessions. Patru "lideri de echipe"  au fost selectați să conducă 57 de artiști din 45 foste și actuale formații ale Roadrunner, și pentru a produce și de a supraveghea cele 18 piese de pe album: Joey Jordison de la Slipknot și Murderdolls; Matt Heafy de la Trivium; Dino Cazares de la Fear Factory, Asesino și Divine Heresy și fosta Brujeria; și Robert Flynn de la Machine Head și fostele Vio-lence și Forbidden. Proiectul fără precedent a fost creația managerului general al Roadrunner UK, Mark Palmer și a vice-președintelui A&R Roadrunner USA, Monte Conner. Albumul proiectului a fost coordonat de Lora Richardson și mixat de Colin Richardson și Andy Sneap. The All-Star Sessions a dat naștere unui single și clip video ("The End"). DVD-ul inclus cu achiziționarea CD-ul este un documentar de "Making Of" a pieselor. Acesta prezintă sesiunile în care cei patru căpitani de echipe realizează cântecele.
Pe 13 octombrie 2008, Roadrunner Records a anunțat pe contul său de MySpace și pe site-ul oficial că un DVD cu două discuri de la petrecerea-concert de lansare, oferind piese de pe albumul realizat live, va fi lansat pe 9 decembrie 2008. DVD-ul include concertul complet și un documentar.

## Lista pieselor
1. "The Dagger" – Music - Robert Flynn. Lyrics - Howard Jones/Robert Flynn 5:31
  - Howard Jones ( ex- Killswitch Engage, Blood Has Been Shed) - Vocals
  - Robb Flynn ( ex- Vio-lence, ex- Forbidden,  Machine Head) - chitară ritmică, Vocals
  - Jordan Whelan (Still Remains) - chitară ritmică
  - Jeff Waters (Annihilator) - chitară solo
  - Christian Olde Wolbers (Fear Factory, Arkaea,  Burn It All) - Bass
  - Andols Herrick (ex- Chimaira) - Drums
2. "The Enemy" – Music - Dino Cazares/Roy Mayorga. Lyrics - Mark Hunter 4:44
  - Mark Hunter (Chimaira) - Vocals
  - Dino Cazares (Fear Factory, Divine Heresy, Asesino, & ex-Brujeria) - chitară ritmică
  - Andreas Kisser (Sepultura) - chitară solo/acustică
  - Paul Gray (Slipknot) - Bass
  - Roy Mayorga (Stone Sour, ex-Soulfly) - Drums
3. "Annihilation by the Hands of God" – Music - Joey Jordison/Rob Barrett. Lyrics - Glen Benton 5:33
  - Glen Benton (Deicide, ex-Vital Remains) - Vocals
  - Matt DeVries (Fear Factory, ex-Chimaira) - chitară ritmică
  - Rob Barrett (Cannibal Corpse) - chitară ritmică
  - James Murphy (ex-Disincarnate, ex-Death, ex-Obituary, ex-Cancer, ex-Testament, ex-Konkhra, solo) - Solo
  - Steve DiGiorgio (Death, Testament, Vintersorg, Sebastian Bach, Sadus, Autopsy, Control Denied) - Fretless Bass
  - Joey Jordison (ex-Slipknot,  Murderdolls, Scar The Martyr)  - Drums
4. "In the Fire" – Music - Matt Heafy. Lyrics - King Diamond 4:07
  - King Diamond (King Diamond, Mercyful Fate) - Vocals
  - Matt Heafy (Trivium) - chitară solo/ritmică/acustică
  - Corey Beaulieu (Trivium) - chitară solo/ritmică
  - Mike D'Antonio (Killswitch Engage) - Bass
  - Dave Chavarri (Ill Niño) - Drums
5. "The End" (released as a single) – Music - Dino Cazares. Lyrics - Matt Heafy 3:35
  - Matt Heafy (Trivium) - Vocals/Solo
  - Dino Cazares (Fear Factory) - chitară ritmică
  - Logan Mader (ex-Machine Head & ex-Soulfly) - chitară melodică/armonie
  - Rhys Fulber (Front Line Assembly, Delerium, Conjure One)  - Keyboards/Programming
  - Nadja Peulen (Coal Chamber) - Bass
  - Roy Mayorga (Stone Sour) - Drums
6. "Tired 'N Lonely" – Music - Joey Jordison. Lyrics - Keith Caputo 3:37
  - Keith Caputo (Life Of Agony) - Vocals/Keyboard
  - Matt Baumbach  (ex-Vision Of Disorder) - chitară ritmică
  - Tommy Niemeyer  (Gruntruck)  - chitară ritmică
  - Acey Slade (Murderdolls) - chitară ritmică
  - James Root (Slipknot, Stone Sour) - chitară solo/armonie
  - Joey Jordison (Scar The Martyr, ex-Slipknot, Murderdolls) - Drums/Bass
7. "Independent (Voice of the Voiceless)" – Music - Robert Flynn/Phil Demmel. Lyrics - Max Cavalera 4:51
  - Max Cavalera (Soulfly, Cavalera Conspiracy, ex-Sepultura & ex-Nailbomb) - Vocals
  - Robert Flynn ( ex- Vio-lence, ex- Forbidden,  Machine Head) - chitară/3-part chitară armonică/Keyboards
  - Jordan Whelan (Still Remains) - chitară ritmică
  - Jeff Waters (Annihilator) - Solo
  - Christian Olde Wolbers (Ex-Fear Factory, Arkaea & Burn It All) - Bass
  - Andols Herrick (Chimaira) - Drums
8. "Dawn of a Golden Age" – Music - Matt Heafy. Lyrics - Dani Filth 4:09
  - Dani Filth (Cradle Of Filth) - Lead Vocals
  - Matt Heafy (Trivium) - Vocals/chitară solo și ritmică
  - Justin Hagberg  (3 Inches of Blood)  - chitară ritmică
  - Sean Malone (Cynic & Gordian Knot)  - Fretless Bass
  - Mike Smith (Suffocation) - Drums
9. "The Rich Man" – Music - Robert Flynn. Lyrics - Corey Taylor 6:49
  - Corey Taylor (Slipknot, Stone Sour) - Vocals
  - Robert Flynn ( ex- Vio-lence, ex- Forbidden,  Machine Head) - chitară ritmică/Keyboard
  - Jordan Whelan (Still Remains) - chitară ritmică
  - Christian Olde Wolbers (Fear Factory, Arkaea & Burn It All) - Bass
  - Andols Herrick (Chimaira) - Drums
10. "No Way Out" – Music - Joey Jordison/Matt Sepanic. Lyrics - Daryl Palumbo 3:27
  - Daryl Palumbo (Glassjaw, Head Automatica) - Vocals
  - Matt Baumbach  (ex-Vision Of Disorder)  - chitară solo și ritmică
  - Junkie XL - Programming Synths
  - Joey Jordison (Scar The Martyr, ex- Slipknot, Murderdolls) - Drums/Bass
11. "Baptized in the Redemption" – Music - Dino Cazares/Roy Mayorga. Lyrics - Dez Fafara 3:19
  - Dez Fafara (DevilDriver, Coal Chamber) - Vocals
  - Dino Cazares (Fear Factory) - chitară ritmică
  - Andreas Kisser (Sepultura) - chitară solo/efecte Wah Wah
  - Paul Gray (Slipknot) - Bass
  - Roy Mayorga (Stone Sour) - Drums
12. "Roads" – Music - Josh Silver. Lyrics - Mikael Åkerfeldt 2:24
  - Mikael Åkerfeldt (Opeth, Bloodbath, ex-Eruption, ex-Steel & ex-Sörskogen) - Vocals
  - Josh Silver (Type O Negative) - Keyboards/voce de fundal
13. "Blood & Flames" – Music - Matt Heafy. Lyrics - Jesse David Leach 5:38
  - Jesse David Leach (Killswitch Engage, Seemless, Empire Shall Fall, Times of Grace) - Vocals
  - Matt Heafy (Trivium) - chitară solo/ritmică/acustică/Vocals
  - Josh Rand (Stone Sour) - chitară ritmică
  - Mike D'Antonio (Killswitch Engage) - Bass
  - Johnny Kelly (Type O Negative) - Drums
14. "Constitution Down" – Music - Joey Jordison. Lyrics - Kyle Thomas 5:04
  - Kyle Thomas (Exhorder, Alabama Thunderpussy) - Vocals
  - Matt DeVries (Fear Factory, ex-Chimaira) - chitară ritmică
  - Rob Barrett (Cannibal Corpse) - chitară ritmică/Trade-Off Solo
  - James Murphy (ex-Disincarnate, ex-Death, ex-Obituary, ex-Cancer, ex-Testament, ex-Konkhra, solo) - Intro solo
  - Andy La Rocque (King Diamond) - Trade-Off Solo
  - Steve DiGiorgio (Death, Testament, Vintersorg, Sebastian Bach, Sadus, Autopsy, Control Denied) - Fretless Bass
  - Joey Jordison (ex- Slipknot) - Drums
15. "I Don't Wanna Be (A Superhero)" – Music - Matt Heafy. Lyrics - Michale Graves 2:02
  - Michale Graves  (ex-Misfits) - Vocals
  - Matt Heafy  (Trivium) - chitară solo și ritmică
  - Justin Hagberg  (3 Inches of Blood) - chitară ritmică
  - Mike D'Antonio  (Killswitch Engage) - Bass
  - Dave Chavarri  (Ill Niño) - Drums
16. "Army of the Sun" – Music - Robert Flynn/Dave McClain. Lyrics - Tim Williams 3:48
  - Tim Williams  (Bloodsimple, Vision Of Disorder) - Vocals
  - Robert Flynn ( ex- Vio-lence, ex- Forbidden,  Machine Head) - chitară ritmică
  - Jordan Whelan (Still Remains) - chitară ritmică
  - Christian Olde Wolbers (Fear Factory, Arkaea & Burn It All) - Bass
  - Andols Herrick (Chimaira) - Drums
17. "No Más Control" – Music - Dino Cazares/John Sankey. Lyrics - Cristian Machado 3:01
  - Cristian Machado (Ill Niño) - Vocals
  - Dino Cazares (Fear Factory) - chitară ritmică
  - Souren "Mike" Sarkisyan (Spineshank) - chitară armonie
  - Andreas Kisser (Sepultura) - chitară armonie
  - Marcelo Dias (ex-Soulfly) - chitară bas
  - Dave McClain (Machine Head, ex-Sacred Reich) - Drums
18. "Enemy of the State" – Music - Joey Jordison/Matt Sepanic. Lyrics - Pete Steele 5:08
  - Peter Steele  (Type O Negative, ex-Carnivore)  - Vocals/Keyboards
  - Steve Holt  (36 Crazyfists)  - chitară ritmică/acustică
  - Josh Silver  (Type O Negative)  - Keyboards/Samples
  - Dave Pybus  (Cradle of Filth, ex-Anathema, ex-Dreambreed) - Bass
  - Joey Jordison  (Scar The Martyr, ex- Slipknot, Murderdolls)  - Drums

## Producers
- Joey Jordison - tracks 3,6,10,14,18 (engineered by Matt Sepanic)
- Matt Heafy - tracks 4,8,13,15 (engineered by Jason Suecof)
- Dino Cazares - tracks 2,5,11,17 (engineered by Roy Mayorga)
- Robb Flynn - tracks 1,7,9,16 (engineered by Mark Keaton)

## Charts
| Chart (2005)                 | Peak position |
| ---------------------------- | ------------- |
| Australian ARIA Albums Chart | 45            |
| UK Albums Chart              | 45            |
| U.S. Billboard 200           | 77            |

## 25th Anniversary Concert Setlist
The complete setlist for the 15 decembrie 2005 performance:
1. Biohazard's "Punishment"
  - Evan Seinfeld (Biohazard) - Vocals
  - Billy Graziadei (Biohazard) - Vocals, chitară ritmică
  - Dino Cazares (Fear Factory, Divine Heresy, Asesino, ex-Brujeria) - chitară ritmică
  - Andreas Kisser (Sepultura, De La Tierra) - chitară solo
  - Adam Duce (Machine Head) - chitară bas
  - Joey Jordison (Scar The Martyr) - Drums
2. Madball's "Set It Off"
  - Jamey Jasta (Hatebreed) - Vocals
  - Andreas Kisser (Sepultura, De La Tierra) - chitară ritmică
  - Dino Cazares (Fear Factory, Divine Heresy, Asesino, ex-Brujeria) - chitară ritmică
  - Adam Duce (Machine Head) - Bass
  - Joey Jordison (Scar The Martyr) - Drums
3. Stormtroopers of Death's "March of the S.O.D."
  - Andreas Kisser (Sepultura, De La Tierra) - chitară solo
  - Dino Cazares (Fear Factory, Divine Heresy, Asesino, ex-Brujeria) - chitară ritmică
  - Scott Ian (Anthrax) - chitară
  - Paul Gray (ex-Slipknot) - Bass
  - Joey Jordison (Scar The Martyr) - Drums
4. Life of Agony's "River Runs Red"
  - Keith Caputo (Life of Agony) - Vocals
  - Andreas Kisser (Sepultura, De La Tierra) - chitară solo
  - Dino Cazares (Fear Factory, Divine Heresy, Asesino, ex-Brujeria) - chitară ritmică
  - Scott Ian (Anthrax) - chitară ritmică
  - Paul Gray (ex-Slipknot) - Bass
  - Joey Jordison (Scar The Martyr) - Drums
5. Obituary's "The End Complete"
  - Glen Benton (Deicide) - Vocals
  - Andreas Kisser (Sepultura) - chitară solo
  - Dino Cazares (Fear Factory, Divine Heresy, Asesino, ex-Brujeria) - chitară ritmică
  - Paul Gray (ex-Slipknot) - chitară bas
  - Joey Jordison (Scar The Martyr) - Drums
6. Mercyful Fate's "Curse of the Pharaohs"
  - Tim "Ripper" Owens (Beyond Fear, Yngwie Malmsteen's Rising Force, ex-Judas Priest, ex-Iced Earth) - Vocals
  - Andreas Kisser (Sepultura, De La Tierra) - chitară solo
  - James Murphy (ex-Disincarnate, ex-Death, ex-Obituary, ex-Cancer, ex-Testament, ex-Konkhra, solo) - chitară solo
  - Adam Duce (Machine Head) - Bass
  - Joey Jordison (Scar The Martyr) - Drums
7. King Diamond's "Abigail"
  - Tim "Ripper" Owens (Beyond Fear, Yngwie Malmsteen's Rising Force, ex-Judas Priest, ex-Iced Earth) - Vocals
  - James Murphy (ex-Disincarnate, ex-Death, ex-Obituary, ex-Cancer, ex-Testament, ex-Konkhra, solo) - chitară solo
  - Jeff Waters (Annihilator) - chitară solo
  - Paul Gray (Slipknot) - Bass
  - Roy Mayorga (Stone Sour) - Drums
  - Rob Caggiano (Anthrax) - Keyboards
8. Annihilator's "Alison Hell"
  - Tim "Ripper" Owens (Beyond Fear, Yngwie Malmsteen's Rising Force, ex-Judas Priest, ex-Iced Earth) - Vocals
  - Jeff Waters (Annihilator) - chitară solo
  - James Murphy (ex-Disincarnate, ex-Death, ex-Obituary, ex-Cancer, ex-Testament, ex-Konkhra, solo) - chitară solo
  - Adam Duce (Machine Head) - Bass
  - Roy Mayorga (Stone Sour ex-Soulfly) - Drums
9. Deicide's "Dead by Dawn"
  - Glen Benton (Deicide) - Vocals
  - Andreas Kisser (Sepultura, De La Tierra) - chitară solo
  - Dino Cazares (Fear Factory, Divine Heresy, Asesino, ex-Brujeria) - chitară ritmică
  - Paul Gray (Slipknot) - Bass
  - Steve Asheim (Deicide) - Drums
10. Trivium's "Pull Harder on the Strings of Your Martyr" / with a outro of Pantera's Domination
  - Robert Flynn (Machine Head) - Vocals
  - Matt Heafy (Trivium) - Vocals, chitară solo
  - Corey Beaulieu (Trivium) - Vocals, chitară solo
  - Paolo Gregoletto (Trivium) - Vocals, Bass
  - Travis Smith (ex-Trivium) - Drums
11. Killswitch Engage's "My Last Serenade"
  - Jesse David Leach Killswitch Engage, Seemless, The Empire Shall Fall, Times of Grace) - Vocals
  - Howard Jones (ex-Killswitch Engage, Blood Has Been Shed) - Vocals
  - Joel Stroetzel (Killswitch Engage) - chitară solo
  - Andreas Kisser (Sepultura, De La Tierra) - chitară ritmică
  - Mike D'Antonio (Killswitch Engage) - Bass
  - Justin Foley (Killswitch Engage, Blood Has Been Shed) - Drums
12. Chimaira's "Pure Hatred"
  - Jamey Jasta (Hatebreed) - Vocals
  - Andreas Kisser (Sepultura, De La Tierra) - chitară ritmică
  - Dino Cazares (Fear Factory, Divine Heresy, Asesino, ex-Brujeria) - chitară ritmică
  - Adam Duce (Machine Head) - Bass
  - Joey Jordison (Scar The Martyr) - Drums
13. Fear Factory's "Replica"
  - Matt Heafy (Trivium) - Vocals
  - Andreas Kisser (Sepultura, De La Tierra) - chitară ritmică
  - Dino Cazares (Fear Factory, Divine Heresy, Asesino, ex-Brujeria) - chitară ritmică
  - Adam Duce (Machine Head) - Bass
  - Joey Jordison (Slipknot) - Drums
14. Type O Negative's "Black No. 1"
  - Ville Valo (HIM) - Vocals
  - Andreas Kisser (Sepultura, De La Tierra) - chitară solo
  - Dino Cazares (Fear Factory, Divine Heresy, Asesino, ex-Brujeria) - Vocals, chitară ritmică
  - Nadja Peulen (Coal Chamber) - Bass
  - Joey Jordison (Scar The Martyr) - Drums
  - Rob Caggiano (Anthrax) - Keyboards
15. Roadrunner United's "Tired 'n Lonely"
  - Keith Caputo (Life of Agony) - Vocals
  - Matt Baumbach (ex-Vision of Disorder) - chitară solo
  - Acey Slade (Murderdolls) - chitară ritmică
  - Nadja Peulen (Coal Chamber) - Bass
  - Joey Jordison (Scar The Martyr) - Drums
  - Rob Caggiano (Anthrax) - Keyboards
16. Stone Sour's "Bother"
  - Keith Caputo (Life of Agony) - Vocals
  - Corey Taylor (Slipknot, Stone Sour) - Vocals, chitară
17. Roadrunner United's "The Rich Man"
  - Corey Taylor (Slipknot, Stone Sour) - Vocals
  - Jeff Waters (Annihilator) - chitară ritmică
  - Jordan Whelan (Still Remains) - chitară ritmică
  - Paul Gray (Slipknot) - Bass
  - Andols Herrick (Chimaira) - Drums
18. Roadrunner United's "The Dagger"
  - Howard Jones (Killswitch Engage, Blood Has Been Shed) - Vocals
  - Robert Flynn (Machine Head) - Vocals
  - Jeff Waters (Annihilator) - chitară solo
  - Andreas Kisser (Sepultura, De La Tierra) - chitară ritmică
  - Jordan Whelan (Still Remains) - chitară ritmică
  - Adam Duce (Machine Head) - chitară ritmică
  - Paul Gray (Slipknot) - Bass
  - Andols Herrick (Chimaira) - Drums
19. Roadrunner United's "The End"
  - Matt Heafy (Trivium) - Vocals
  - Logan Mader (ex-Machine Head, ex-Soulfly) - chitară ritmică
  - Dino Cazares (Fear Factory, Divine Heresy, Asesino, ex-Brujeria) - chitară ritmică
  - Nadja Peulen (Coal Chamber) - Bass
  - Roy Mayorga (Stone Sour) - Drums
20. Soulfly's "Eye for an Eye"
  - Brian Fair (Shadows Fall) - Vocals
  - Logan Mader (ex-Machine Head, ex-Soulfly) - chitară solo
  - Dino Cazares (Fear Factory, Divine Heresy, Asesino, ex-Brujeria) - chitară ritmică
  - Adam Duce (Machine Head) - Bass
  - Roy Mayorga (Stone Sour ex- Soulfly) - Drums
21. Sepultura's "Refuse/Resist"
  - Robert Flynn (Machine Head) - Vocals
  - Andreas Kisser (Sepultura, De La Tierra) - chitară solo
  - Scott Ian (Anthrax) - chitară ritmică
  - Dino Cazares (Fear Factory, Divine Heresy, Asesino, ex-Brujeria) - chitară ritmică
  - Phil Demmel (Machine Head) - chitară ritmică
  - Adam Duce (Machine Head) - Bass
  - Roy Mayorga (Stone Sour) - Drums
22. Slipknot's "Surfacing"
  - Robert Flynn (Machine Head) - Vocals
  - Andreas Kisser (Sepultura) - chitară ritmică
  - Dino Cazares (Fear Factory, Divine Heresy, Asesino, ex-Brujeria) - chitară ritmică
  - Adam Duce (Machine Head) - Bass
  - Roy Mayorga (Stone Sour) - Drums
23. Machine Head's "Davidian"
  - Robert Flynn (Machine Head) - Vocals
  - Matt Heafy (Trivium) - Vocals
  - Tim Williams (Vision of Disorder) - Vocals
  - Andreas Kisser (Sepultura, De La Tierra) - chitară solo
  - Logan Mader (ex-Machine Head, ex-Soulfly) - chitară solo
  - Dino Cazares (Fear Factory, Divine Heresy, Asesino, ex-Brujeria) - chitară ritmică
  - Paul Gray (Slipknot) - Bass
  - Joey Jordison (Scar The Martyr) - Drums
24. Slipknot's "(sic)"
  - Corey Taylor (Slipknot, Stone Sour) - Vocals
  - Tommy Vext (ex-Divine Heresy) - Vocals
  - Andreas Kisser (Sepultura, De La Tierra) - chitară ritmică
  - Dino Cazares (Fear Factory, Divine Heresy, Asesino, ex-Brujeria) - chitară ritmică
  - Scott Ian (Anthrax) - chitară ritmică
  - Paul Gray (Slipknot) - Bass
  - Joey Jordison (Scar The Martyr) - Drums
25. Sepultura's "Roots Bloody Roots/Robert Flynn briefly sings "Children of the Grave" by Black Sabbath at the end
  - Robert Flynn (Machine Head) - Vocals
  - Corey Taylor (Slipknot, Stone Sour) - Additional Vocals
  - Howard Jones (ex-Killswitch Engage) - Additional Vocals
  - Jesse David Leach (Killswitch Engage, Seemless, The Empire Shall Fall) - Vocals
  - Tommy Vext (ex-Divine Heresy) - Additional Vocals
  - Andreas Kisser (Sepultura, De La Tierra) - chitară solo
  - Scott Ian (Anthrax) - chitară ritmică
  - Dino Cazares (Fear Factory, Divine Heresy, Asesino, ex-Brujeria) - chitară ritmică
  - Paul Gray (Slipknot) - Bass
  - Adam Duce (Machine Head) - Bass
  - Joey Jordison (Scar The Martyr) - Drums
  - Roy Mayorga (Stone Sour) - Percussion